# KSK Eupen 47
KSK Eupen 47 – belgijski klub szachowy z siedzibą w Eupen, mistrz kraju z 1974 roku.

## Historia
Klub powstał w 1947 roku jako SK Eupen 47. W połowie lat 60. awansował do Honours division. W 1967 roku uzyskał piąte miejsce w lidze. W tym czasie w składzie drużyny znajdował się m.in. Victor Soultanbeieff. W 1974 roku uzyskano mistrzostwo kraju. W sezonie 1975/1976 klub wystąpił w Pucharze Europy. Zespół odpadł wówczas w pierwszej rundzie z TSU Hajfa. W sezonie 1979 zespół zajął trzecie miejsce w lidze. W 1997 roku zmieniono nazwę klubu na KSK Eupen 47. W latach 1999–2000 klub dwa razy z rzędu był trzeci w Division 1. W tym okresie szachistami KSK byli m.in. Władimir Łazariew, Daniel Hausrath, Gerhard Schebler, Christof Sielecki i Alain Defize. W 2003 roku klub połączył się z Turm Eynatten, tworząc KSK 47 Eynatten.